# الطريقة العنائية

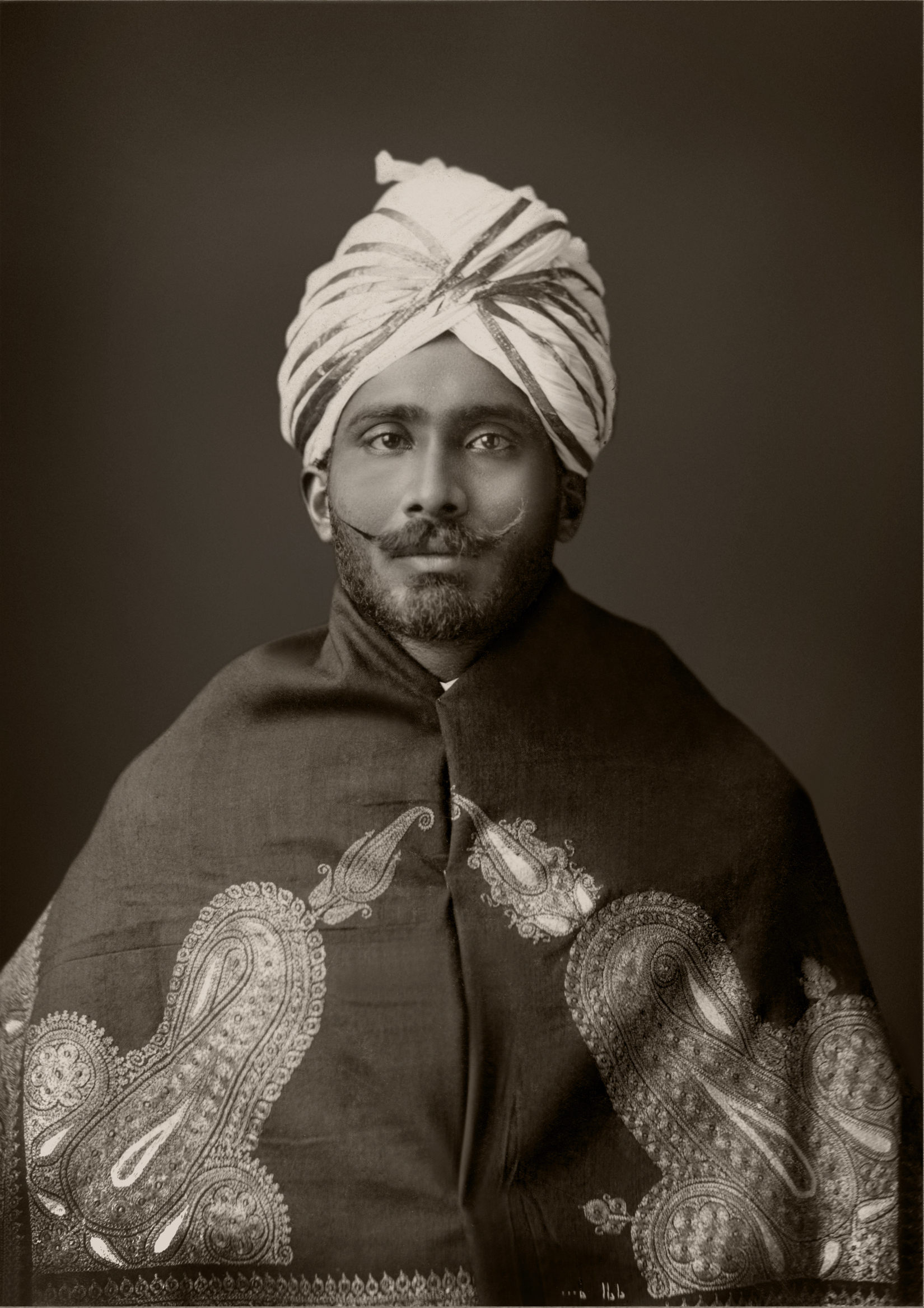
حضرة عنايت خان (1882–1927)، مؤسس الطريقة العنائية.

الطريقة العنائية هي منظمة دولية مكرسة لنشر التعاليم الصوفية لعناية خان، الموسيقي والصوفي الذي قدم التصوف لأول مرة إلى العالم الغربي الحديث في عام 1910. تعمل المنظمة على المستوى الدولي من خلال شبكة من المراكز، وتقدم عددًا من البرامج والأنشطة. ويقودها ضياء عنايت خان، حفيد عناية خان.

## أهداف الطريقة
تلتزم الطريقة العنائية بالأغراض التي حددها عناية خان عند تأسيس منظمته الصوفية لأول مرة:
1. تحقيق ونشر معرفة الوحدة، دين المحبة والحكمة، حتى تزول من تلقاء نفسها نزعات المعتقدات والأديان، ويمتلئ قلب الإنسان بالحب، وتستأصل كل الكراهية الناجمة عن التمييز والاختلاف.
2. اكتشاف النور والقوة الكامنة في الإنسان، وسر كل دين، وقوة التصوف، وجوهر الفلسفة، دون التدخل في العادات أو المعتقدات.
3. المساعدة في تقريب القطبين المتقابلين في العالم، الشرق والغرب، من خلال تبادل الأفكار والمثل العليا، حتى تتشكل الأخوة والأخوات العالمية من تلقاء نفسها، ويلتقي الناس خارج الحدود الوطنية والعرقية الضيقة.

## رسالة صوفية لعناية خان
وفقًا لموقع الطريقة العنائية، فإن الرسالة الصوفية لإنايات خان تعلن "معرفة الوحدة الإلهية - لجميع الشعوب، وجميع الأديان، وكل الوجود - ودين القلب المستيقظ على الجمال في كل الخلق".
تتلخص التعاليم الأساسية في الأفكار الصوفية العشر، "التي تشمل جميع الموضوعات المهمة التي تتعلق بالحياة الداخلية":
1. "هناك إله واحد، أبدي، الكائن الوحيد؛ لا يوجد أحد آخر سوى الله."
2. "هناك سيد واحد، الروح المرشد لجميع النفوس، الذي يقود الأتباع باستمرار نحو النور."
3. "هناك كتاب مقدس واحد، المخطوطة المقدسة للطبيعة، وهو الكتاب الوحيد الذي يمكنه أن ينير القارئ."
4. "هناك دين واحد، وهو التقدم الثابت في الاتجاه الصحيح نحو المثل الأعلى، الذي يحقق هدف حياة كل روح."
5. "هناك قانون واحد، وهو قانون المعاملة بالمثل، والذي يمكن مراعاته من خلال الضمير غير الأناني، إلى جانب الشعور بالعدالة المستيقظة."
6. "هناك عائلة واحدة، هي العائلة البشرية، التي توحد أبناء الأرض بلا تمييز في أبوة الله."
7. "هناك درس أخلاقي واحد، وهو الحب الذي ينبع من إنكار الذات ويزدهر في أعمال الخير."
8. "هناك موضوع واحد يستحق الثناء، وهو الجمال الذي يرفع قلب عابديه من خلال جميع الجوانب من المرئي إلى غير المرئي."
9. "هناك حقيقة واحدة، وهي المعرفة الحقيقية لوجودنا، من الداخل والخارج، والتي هي جوهر كل الحكمة."
10. "هناك طريق واحد، وهو الفناء في اللامحدود، الذي يرفع البشر إلى الخلود، والذي فيه يكمن كل الكمال."

## السلسلة
تتضمن السلسلة الأولي للطريقة العنائية سلاسل انتقال من الطرق الجشية، والسهروردية، والقادرية، والنقشبندية، حيث بدأ المؤسس عناية خان في هذه التيارات الأربعة.
هناك العديد من السلاسل والمنظمات الحية التي يعود أصلها إلى عناية خان. تُمثل الطريقة العنائية السلالة التي انتقلت مباشرة إلى ابنه الأكبر، ولاية عنايت خان، ويشمل ابنته نور عنايت خان، ويقودها حاليًا حفيده ضياء عنايت خان.

## طالع أيضًا
- فريدريش فون فرانكنبرج

## روابط خارجية
- الصفحة الرسمية
- الصفحة الشخصية للشيخ ضياء إنايت خان نسخة محفوظة 2019-05-05 على موقع واي باك مشين. أرشيف بتاريخ 2019-05-05
- قناة إناياتي للطلب على اليوتيوب